# Hesperochernes mirabilis
Hesperochernes mirabilis är en spindeldjursart som först beskrevs av Banks 1895.  Hesperochernes mirabilis ingår i släktet Hesperochernes och familjen blindklokrypare. Inga underarter finns listade i Catalogue of Life.